# Вермеццо
Вермеццо (італ. Vermezzo) — муніципалітет в Італії, у регіоні Ломбардія, метрополійне місто Мілан.
Вермеццо розташоване на відстані близько 490 км на північний захід від Рима, 19 км на захід від Мілана.
Населення — 3907 осіб (2012).
Покровитель — святий Зенон.

## Демографія
Населення за роками:

Станом на 31 грудня 2014 року в муніципалітеті офіційно проживало 196 іноземців з 34 країн, серед них 51 громадянин країн Євросоюзу та 7 громадян України.

## Сусідні муніципалітети
- Абб'ятеграссо
- Альбаїрате
- Гаджано
- Гудо-Вісконті
- Моримондо
- Цело-Сурригоне